# Neomysis ilyapai
Neomysis ilyapai is een aasgarnalensoort uit de familie van de Mysidae. De wetenschappelijke naam van de soort is voor het eerst geldig gepubliceerd in 1957 door Holmquist.